# 오미야 경륜장

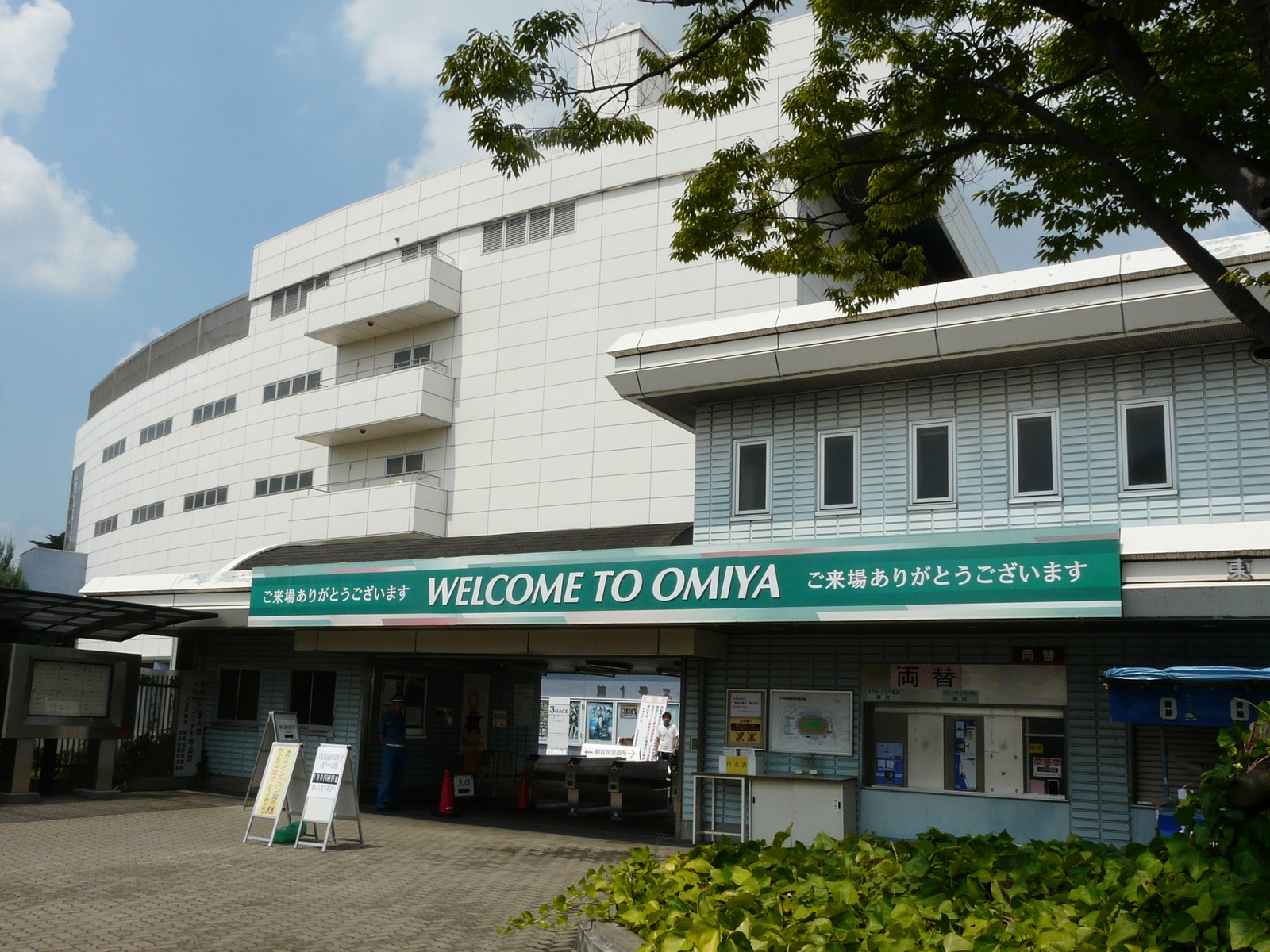
오미야 경륜장

오미야 경륜장(일본어: 大宮競輪場 오미야케린죠[*])은 일본 사이타마현 사이타마시 오미야구에 있는 경륜장이다. 실시는 일본 자전거 경기회 동일본 지역 본부 관동 경기부에서 한다.